# Johnny Mack Brown
John Mack Brown, detto Johnny (Dothan, 1º settembre 1904 – Woodland Hills, 14 novembre 1974), è stato un attore statunitense.
Attivo in film western e drammatici, recitò in circa 160 film tra il 1927 e il 1965.

## Filmografia parziale

### Cinema
- Sigari e sigarette, signori (After Midnight), regia di Monta Bell (1927)
- La donna divina (The Divine Woman), regia di Victor Sjöström (1928)
- Le nostre sorelle di danza (Our Dancing Daughters), regia di Harry Beaumont (1928)
- L'avventuriera (A Lady of Chance), regia di Robert Z. Leonard (1928)
- Il destino (A Woman of Affairs), regia di Clarence Brown (1928)
- Coquette, regia di Sam Taylor (1929)
- The Valiant, regia di William K. Howard (1929)
- Un marito fuori posto (Montana Moon), regia di Malcolm St. Clair (1930)
- Billy the Kid, regia di King Vidor (1930)
- The Secret Six, regia di George W. Hill (1931)
- The Last Flight, regia di William Dieterle (1931)
- Fighting with Kit Carson, regia di Colbert Clark e Armand Schaefer (1933)
- Female, regia di Michael Curtiz (1933)
- Belle of the Nineties, regia di Leo McCarey (1934)
- Il sentiero della vendetta (Born to the West), regia di Charles Barton (1937)
- Gianni e Pinotto tra i cowboys (Ride 'Em Cowboy), regia di Arthur Lubin (1942)
- Gioia di vivere (Forever Yours), regia di William Nigh (1945)
- Trails End, regia di Lambert Hillyer (1949)
- West of El Dorado, regia di Ray Taylor (1949)
- Duello infernale (Stampede), regia di Lesley Selander (1949)
- Range Justice, regia di Ray Taylor (1949)
- Una manciata d'odio (Short Grass), regia di Lesley Selander (1950)
- West of Wyoming, regia di Wallace Fox (1950)
- Montana Desperado, regia di Wallace Fox (1951)
- Oklahoma Justice, regia di Lewis D. Collins (1951)
- Texas City, regia di Lewis D. Collins (1952)
- Dollari maledetti (The Bounty Killer), regia di Spencer Gordon Bennet (1965)

### Televisione
- Perry Mason – serie TV, episodio 1x28 (1958)